# Vanessa Paradis (альбом)
Vanessa Paradis — третий альбом французской певицы Ванессы Паради и её первый англоязычный. Был записан в 1991 году и вышел в мае следующего, 1992-го.
Этот альбом не имел того международного успеха, на который могла рассчитывать такая уже популярная певица, выпуская альбом на английском языке. В её родной Франции он поднялся на 1-е место альбомного чарта и, как и предыдущие два, продался в более чем 300 тысячах экземпляров и стал платиновым. Но в англоязычной Великобритании он достиг лишь 45 места, а в США вообще не попал в топ-200.
При этом ретроспективная рецензия на сайте AllMusic очень положительная, рецензент Тим Сендра даёт альбому 4 с половиной звезды из пяти. С художественной точки зрения этот альбом — большой успех, пишет Тим.
Над этим альбомом Паради работала вместе со своим тогдашним бойфрендом американцем Ленни Кравицом. Запись производилась в студии Кравица в Нью-Джерси (США). Он написал все песни для этого альбома, кроме «I'm Waiting for the Man», а также сам его целиком спродюсировал.
Как пишет всё тот же Тим Сендра, для этого альбома «Ленни Кравиц дарит Ванессе Паради одни из своих лучших песен, и она, со своим детским придыхательным вокалом, отлично попадает в ноты». Он продолжает: «На пластинке много ярких моментов, но песни, которые заставят тебя улыбаться как дурак от абсолютной поптастичности этого всего», — это «Natural High», «Be My Baby», «Sunday Mondays», «Your Love Has Got a Handle on My Mind» и «Just as Long as You Are There». «Даже кавер на песню „I'm Waiting for the Man“ группы Velvet Underground творит чудеса. Невозможно поверить, но энергичный бит и сексуальный вокал [Ванессы] Паради каким-то образом делают свое дело», — продолжает рецензент. «Единственная песня, которая не удалась, — это осенняя фолковая „Silver and Gold“, поскольку её тон и ультрасерьёзный текст […] не соответствуют […] остальной части пластинки.»